# Xanthorhoe ascriptaria
Xanthorhoe ascriptaria är en fjärilsart som beskrevs av Aubert 1962. Xanthorhoe ascriptaria ingår i släktet Xanthorhoe och familjen mätare. Inga underarter finns listade i Catalogue of Life.